# Bomolocha fecialis
Bomolocha fecialis là một loài bướm đêm trong họ Noctuidae.